# 王培育
王培育（1916年—），男，直隶广平人，中华人民共和国政治人物，曾任中共南阳地委书记，郑州大学党委书记，河南省人大常委会副主任。